# 엘리자베스 아이슨스타인

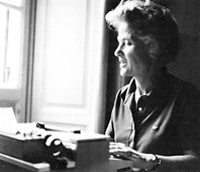
아이슨스타인(1979년)

엘리자베스 루이슨 아이슨스타인(영어: Elizabeth Lewisohn Eisenstein, 1923년 10월 11일~2016년 1월 31일)은 미국의 역사학자이다. 프랑스 혁명과 19세기 초 프랑스의 역사를 연구했다. 또한 초기 출판 역사에 관한 연구로 널리 알려져 있으며, 서구 문명의 문화에 광범위한 영향을 끼친 인쇄기의 역할 뿐만 아니라 필사 문화 시대에서 출판 문화 시대로 진행하는 동안에 일어난 매체의 변화를 다루었다.